# Обчислювальна механіка
Обчислювальна механіка — розділ  механіки суцільних середовищ, в якому будуються скінченновимірні моделі суцільних середовищ, використовується імітаційне моделювання та чисельні методи для вирішення задач механіки деформівного твердого тіла та механіки рідин.
Широко розвинена частина обчислювальної механіки — обчислювальна гідродинаміка.